# 長谷忠志
長谷 忠志（はせ ただし、1966年4月11日 - ）は、和歌山県出身のサッカー審判員。和歌山県立那賀高等学校、和歌山大学教育学部卒。2008年はJ1で副審を務めている。過去にはJ2で主審を務めていた時期もある。本職は高等学校の教員である。